# Laona (Wisconsin)
Laona es un pueblo ubicado en el condado de Forest en el estado estadounidense de Wisconsin. En el Censo de 2010 tenía una población de 1.212 habitantes y una densidad poblacional de 4,35 personas por km².

## Geografía
Laona se encuentra ubicado en las coordenadas 45°33′29″N 88°41′36″O / 45.55806, -88.69333. Según la Oficina del Censo de los Estados Unidos, Laona tiene una superficie total de 278.76 km², de la cual 267.93 km² corresponden a tierra firme y (3.88%) 10.83 km² es agua.

## Demografía
Según el censo de 2010, había 1.212 personas residiendo en Laona. La densidad de población era de 4,35 hab./km². De los 1.212 habitantes, Laona estaba compuesto por el 95.38% blancos, el 0.17% eran afroamericanos, el 2.39% eran amerindios, el 0.08% eran asiáticos, el 0.17% eran isleños del Pacífico, el 0.17% eran de otras razas y el 1.65% pertenecían a dos o más razas. Del total de la población el 0.83% eran hispanos o latinos de cualquier raza.